# 1948 en dadaïsme et surréalisme
Pour l'année, voir 1948.
 Chronologie de dada et du surréalisme 
- 1944
- 1945
- 1946
- 1947
- 1948
- 1949
- 1950
- 1951
- 1952

Cet article présente les faits marquants de l'année 1948 en dadaïsme et surréalisme.

## Éphémérides

### Janvier
- 1er janvier
Publication du Bulletin international du surréalisme révolutionnaire. Dans l'éditorial, Christian Dotremont condamne le surréalisme « tel qu'il s'est plus ou moins identifié avec André Breton. »[1]

- Parution du premier numéro de la revue NEON (acronyme de Nêtre rien Être tout Ouvrir l'être N) fondée et dirigée par, entre autres, Sarane Alexandrian[2].

### Février
- 1er février
La diffusion à la radio du texte d'Antonin Artaud Pour en finir avec le jugement de Dieu est interdite par le directeur de la Radiodiffusion française[3].

- 5 février
À la suite de nombreuses protestations contre son interdiction, une diffusion de Pour en finir… est organisée pour un public restreint composé de journalistes, d'artistes et d'écrivains. Maurice Nadeau : « J'approuve René Guilly quand il trouve scandaleuse l'émission d'Artaud et je me réjouis de ce scandale. Ne nous répétait-on pas sur tous les tons que dans l'état de décadence où nous sommes, rien ne saurait plus scandaliser ? Qu'un poète par sa seule voix y parvienne, redonne un certain crédit aux mots. »[4]

- 11 février
À la Salle de géographie, à Paris, débute un cycle de cinq conférences intitulé Qu'est-ce que le surréalisme révolutionnaire ? par, entre autres, Noël Arnaud, Christian Dotremont et Edouard Jaguer. La projection du film de Christiensen, La Sorcellerie à travers les âges est perturbée par André Breton et le groupe des Lettristes[5].

### Mars
- 4 mars
Antonin Artaud est retrouvé mort à Ivry-sur-Seine, probablement victime d'une surdose accidentelle d'hydrate de chloral. Dernière phrase écrite sur un cahier : « De continuer à / faire de moi / cet envoûté éternel / etc. etc. »[6]

- La publication à Bruxelles de la revue Le Surréalisme révolutionnaire marque une rupture avec André Breton. Noël Arnaud compare ce dernier à « un veston abandonné sur une chaise où l'on ose pas prendre place. [Il] incarne l'idéalisme à son stade infantile […] Le surréalisme, science de la sensibilité et du comportement […] sera dépassé dans une esthétique marxiste qu'il aura contribué à construire. »[7]

### Avril
- Antonin Artaud, Pour en finir avec le jugement de Dieu, publication posthume[réf. nécessaire]

- André Breton assiste à la conférence de Robert Sarrazac, représentant du mouvement Front humain, mondialiste et pacifiste[8].

### Mai
- La Galerie du Faubourg (47 rue du Faubourg-St-Honoré, Paris) expose les dernières œuvres de René Magritte, période dite « Vache » : scènes bucoliques à la manière de Auguste Renoir et sujets grotesques à l'exécution négligée dans le style expressionniste. Le rejet est unanime, y compris de la part des surréalistes. L'exposition est un échec[9].

### Juin
- A Paris, le groupe surréaliste publie le tract À la niche les glapisseurs de dieu contre les tentatives de récupérations chrétiennes du surréalisme par Michel Carrouges. Ils proclament « leur aversion inéluctable à l'égard de tout être agenouillé. »[10].

- Exposition d'art océanien à Paris. André Breton écrit la préface du catalogue : « Océanie... de quel prestige ce mot n'aura-t-il pas joui dans le surréalisme. Il aura été un des grands éclusiers de notre cœur. Non seulement il aura suffi à précipiter notre rêverie dans le plus vertigineux des cours sans rives, mais encore tant de types d'objets qui portent sa marque d'origine auront-ils provoqué souverainement notre désir. »[11]

### Juillet
- 21 juillet
Subissant une succession de catastrophes : disparition d'une grande partie de son œuvre dans l'incendie de son atelier, opération d'un cancer, grave accident de voiture et départ de sa femme, Arshile Gorky se suicide par pendaison[12].

- 31 juillet
Réponse d'André Breton à Roger Vailland : « Le flagorneur de Chiapppe[13] ne dépare pas la collection de maurassiens repentis et de néo-patriotes à la vieille mode hervéiste qui constituent les principaux ornements du parti stalinien français… Dénions, voulez-vous, à ces obséquieux serviteurs à tous gages le droit de parler de pensée libératrice. »[réf. nécessaire]

### Août
- André Breton & André Masson, Martinique charmeuse de serpents, textes et dessins. Édition française[14]

### Septembre
- André Breton participe à la fondation de la Compagnie de l' Art Brut créée à l'initiative du peintre Jean Dubuffet dans le but de réunir « des ouvrages exécutés par des personnes indemnes de culture artistique. »[15]

### Octobre
- 7 octobre
Exposition de Cadavres exquis (dessinés) réalisés par Marcel Duhamel, Joan Miró, Max Morise, Man Ray, Yves Tanguy et Tristan Tzara entre autres[16]. Dans la préface du catalogue, André Breton rend hommage au groupe de la rue du Château et affirme que le cadavre exquis y a été inventé en 1925[17].

- 25 octobre
Exclusion du peintre Matta pour « disqualification intellectuelle et ignominie morale. »[18] André Breton lui attribue une responsabilité dans le suicide du peintre Arshile Gorky[19]. Victor Brauner est exclu quelques jours plus tard pour s'être solidarisé avec Matta[20].

- À Paris, Rue du Dragon, ouverture de la galerie Solution Surréaliste destinée à recevoir, un après-midi par semaine, dessins ou manuscrits. C'est ainsi qu'Breton reçoit un manuscrit du poète Jean-Pierre Duprey : « Vous êtes certainement un grand poète doublé de quelqu'un qui m'intrigue. »[10]

### Novembre
- La galerie Jean Bart, à Paris, présente Comme, exposition des « surréalistes physiologiquement jeunes ». Cette manifestation organisée sans l'assentiment d'André Breton entraîne les exclusions de Francis Bouvet, Alain Jouffroy, et Stanislas Rodanski[21].

### Décembre
- 13 décembre
À Paris, salle Pleyel, André Breton participe au Rassemblement démocratique révolutionnaire avec Albert Camus et Jean-Paul Sartre[22].

- Breton soutient Gary Davis, ancien G.I. qui renonce à sa nationalité américaine pour se déclarer « citoyen du monde ». Jean Ferry rédige le tract  Les surréalistes à Gary Davis signé par trente-cinq surréalistes[23].

- Julien Gracq, André Breton aux éditions José Corti : éloge de l'homme et son œuvre[24].

### Cette année-là
- Braulio Arenas organise la première Exposicion internacionale Surrealista à Santiago du Chili[25].

- Le peintre canadien Paul-Emile Borduas publie le manifeste Refus global après avoir fondé le groupe des Automatistes : « Rompre définitivement avec toutes les habitudes de la société, se désolidariser de son esprit utilitaire. Refus d’être sciemment au-dessous de nos possibilités psychiques. Refus de fermer les yeux sur les vices, les duperies perpétrées sous le couvert du savoir, du service rendu, de la reconnaissance due […] Place à la magie ! Place aux mystères objectifs ! Place à l’amour ! Place aux nécessités ! »[26]

- Publication au Caire, d'un dialogue entre Georges Henein et Ramsès Younane, Notes sur une ascèse hystérique, sur l'automatisme[27].

- À New-York, le peintre Robert Motherwell publie un hommage à Max Ernst intitulé Beyond painting and other writing by the artist and his friends, reproduisant 136 œuvres d'Ernst, d'André Breton, de Paul Eluard, de Matta, de Georges Ribemont-Dessaignes et de Tristan Tzara[28].

- Â l'initiative du peintre Robert Motherwell paraît, aux États-Unis, un recueil de textes de Jean Arp sous le titre On my way[29].

- Première exposition personnelle des œuvres peintes de l'écrivain égyptien Ramsès Younane, à la galerie du Dragon à Paris[27].

- A Paris et Bruxelles, parution du premier numéro de la revue Le Surréalisme révolutionnaire dirigée par Noël Arnaud[30].

### Œuvres
- Suzanne Allen
  - Suite physiologique, poème[31]
- Antonin Artaud
  - Pour en finir avec le jugement de Dieu
  - La Projection du véritable corps, crayon et craies de couleur sur papier[32]
- Rachel Baes
  - Jeux d'enfant, huile sur toile[33]
  - La Naissance du secret, huile sur toile : « [Un] intérieur - un espace conventionnellement et traditionnellement attribué aux femmes et aux femmes artistes - est un espace indéfini et oppressant dont les dimensions restreintes sont soulignées par les murs nus, dans une perspective qui se resserre pour mener à un rectangle bleu (peut-être une fenêtre), une opacité qui suggère non pas la libération, mais bien l'isolement et une sensation de banalité assommante. »[34]
- Victor Brauner
  - Le Totem de la subjectivité, huile sur toile[35]
- André Breton
  - La Lampe dans l'horloge, couverture et frontispice de Toyen chez Robert Marin éditeur à Paris[36]
- Breton & André Masson pour la couverture et les dessins
  - Martinique charmeuse de serpents, aux éditions du Sagittaire[37]
- Aimé Césaire
  - Soleil cou coupé, poème : « filao filao / bien sûr que j'ai une gueule de mandragore / que son nom répond au mien / que son cri est le mien quand on m'a tiré du ventre phosphorescent de ma mère / bien sûr que mon crachat est mortel à certains / plus et mieux que l'ellébore varaire / bien sûr que j'ai plus de mépris qu'une graine de pissenlit et plus de pudeur que le cirse des bois qui n'accomplit le fruit de sa copulation qu'entre ciel et terre »
- Ithell Colquhoun
  - Autumnal equinox, huile sur toile[38]
- Joseph Cornell
  - Nécessaire pour bulle de savon, boîte surréaliste[39]
- Max Ernst
  - Capricorne, bronze[40]
  - Les Noces chimiques, huile sur toile[41]
- Leonor Fini
  - Le Bout du monde, huile sur toile[42]
- Wilhelm Freddie
  - Naissance, huile sur toile[43]
- Arshile Gorky
  - Dark green painting, huile sur toile[44]
- Julien Gracq
  - André Breton,essai[45]
- Jane Graverol
  - Le Cortège d'Orphée, huile sur toile[46]
- Philippe Halsman

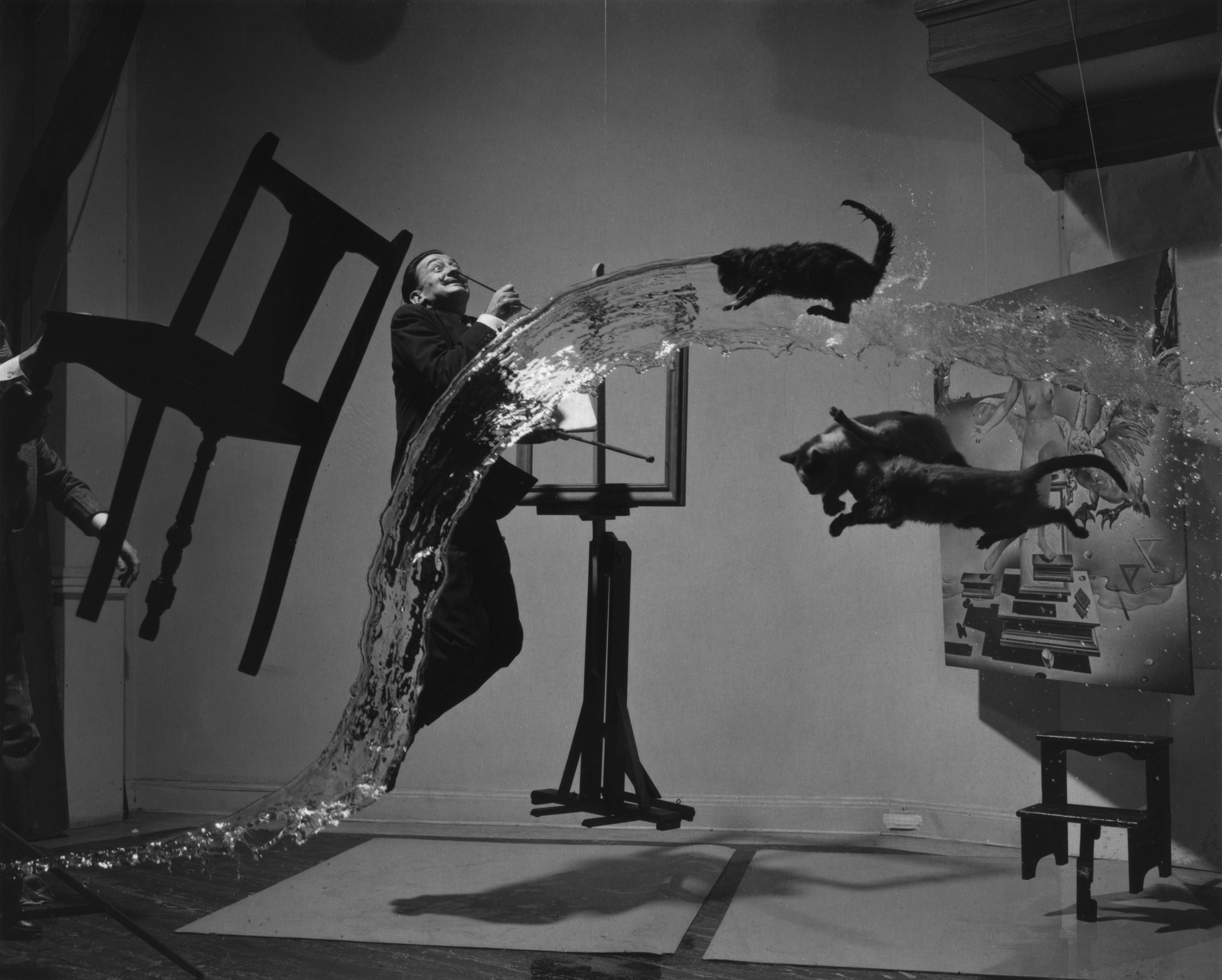
Philippe Halsman, Dalí atomicus

  - Philippe Halsman, Dalí atomicus Dalí atomicus, photographie publiée dans le magazine américain Life

- Hector Hyppolite

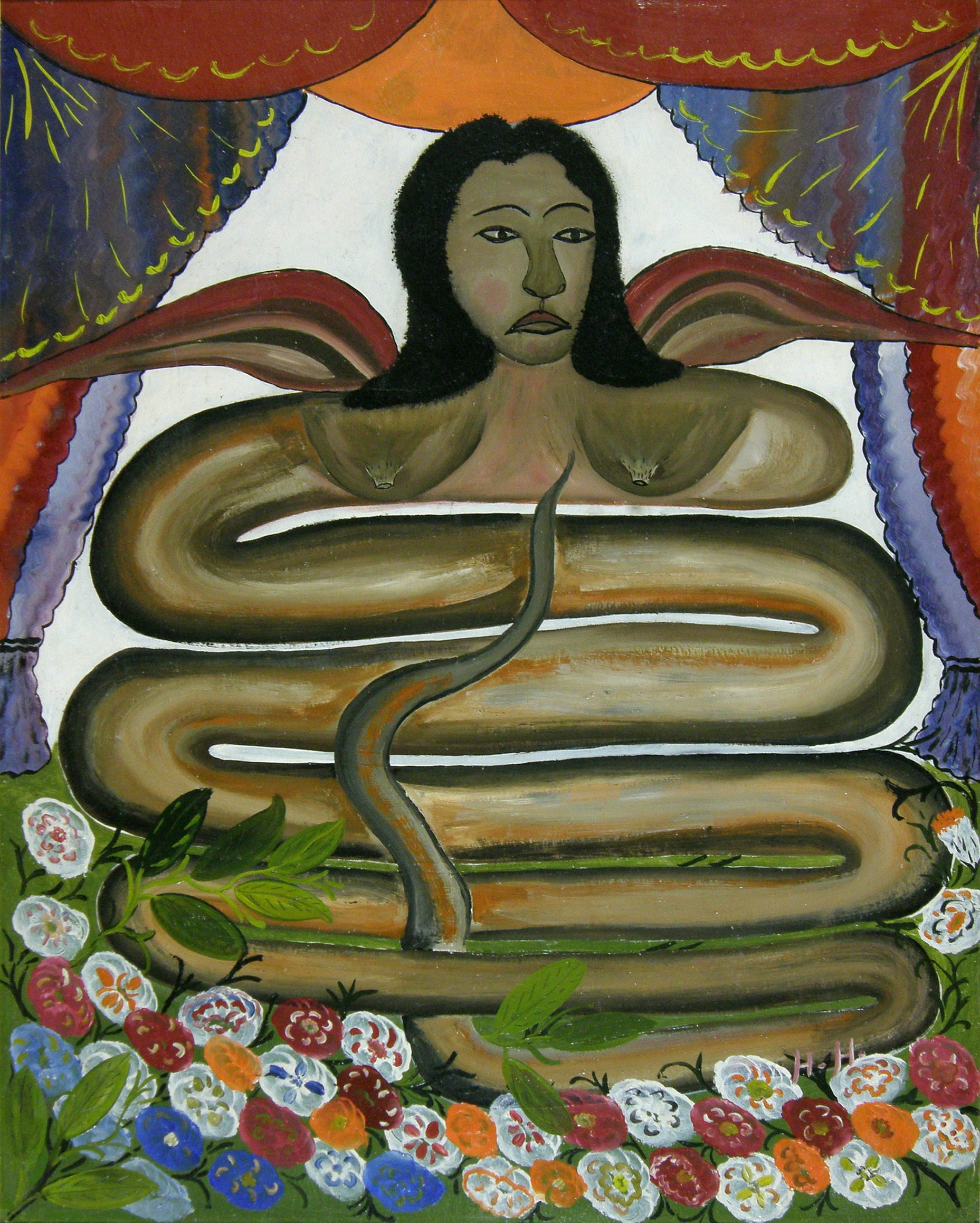
Hector Hyppolite Damballah La Flambeau

  - Damballah La Flambeau, huile sur toile[47]
- Félix Labisse
  - Histoire naturelle, recueil de dessins présentant des animaux hybrides de son invention : le rose-pleurs, la guivre-guénégote, l'adrouide, l'arthus des sables, le fluviot (poisson à visage humain)[48]
- Jacqueline Lamba
  - Forêt, huile sur toile[49]
  - Tournesol, huile sur toile[50]
- Marcel Lefrancq
  - La Colère végétale, dessin : crayon noir sur papier[51]
- René Magritte
  - Le Galet, huile sur toile[52]
  - La Philosophie dans le boudoir, gouache[53]
- André Pieyre de Mandiargues
  - Les Incongruités monumentales, recueil de poèmes[54]
- Alexandre O'Neill
  - Le Langage, coulures et collages[55]
- Kurt Seligmann
  - Magnetic mountain, huile sur toile[56]
- Wols
  - La Grenade rouge, huile sur toile[57]